# Mohamed Ali Ghariani
Mohamed Ali Ghariani, également orthographié Mohamed Ghereini, né le 11 juin 1983 à Zarzis, est un footballeur international tunisien évoluant au poste d'attaquant.

## Biographie
Formé à l'Espérance sportive de Zarzis, Ghariani quitte la Tunisie à la suite de la victoire de son club en coupe de Tunisie pour le club d'Ankaragücü où il reste un an avant de revenir en Tunisie où il rejoint le Club africain. En janvier 2008, il est prêté au Club sportif de Hammam Lif avec option d'achat qui est finalement levée par le club.
En juillet 2009, il signe un contrat de deux ans avec le Tours FC en Ligue 2. Le 14 août 2009, il fait ses débuts sous ses nouvelles couleurs contre Dijon en rentrant à la 65e minute à la place de Chahir Belghazouani pour le compte de la seconde journée de Ligue 2. En novembre 2009, il subit une fracture de contrainte du tibia gauche, avec une opération qui le laisse éloigné des terrains durant de longs mois.
Le 16 décembre 2011, Ghariani voit le bout du tunnel et ouvre son compteur de buts avec les ciels et noirs, en marquant contre Guingamp (5-1).

## Palmarès
- Espérance sportive de Zarzis
  - Coupe de Tunisie
    - Vainqueur : 2005
- Club africain
  - Championnat de Tunisie
    - Vainqueur : 2008
    - Finaliste : 2007

## Statistiques
| Saison                | Club                  | Championnat           | Championnat | Championnat | Coupe nationale | Coupe nationale | Coupe de la Ligue | Coupe de la Ligue | Sélection | Sélection | Sélection | Total | Total |
| Saison                | Club                  | Division              | M.          | B.          | M.              | B.              | M.                | B.                | Équipe    | M.        | B.        | M.    | B.    |
| 2003-2004             | ES Zarzis             | 1                     | 20          | 4           | -               | -               | -                 | -                 | -         | -         | -         | 20    | 4     |
| 2004-2005             | ES Zarzis             | 1                     | 28          | 9           | -               | -               | -                 | -                 | -         | -         | -         | 28    | 9     |
| 2005-2006             | Ankaragücü            | 1                     | 5           | 0           | -               | -               | -                 | -                 | -         | -         | -         | 5     | 0     |
| 2006-2007             | Club africain         | 1                     | 25          | 7           | -               | -               | -                 | -                 | Tunisie   | 1         | 0         | 26    | 7     |
| 2007-2008             | Club africain         | 1                     | 7           | 0           | -               | -               | -                 | -                 | -         | -         | -         | 7     | 0     |
| 2007-2008             | CS Hammam Lif (prêt)  | 1                     | 12          | 4           | -               | -               | -                 | -                 | -         | -         | -         | 12    | 4     |
| 2008-2009             | CS Hammam Lif (prêt)  | 1                     | 29          | 8           | -               | -               | -                 | -                 | Tunisie   | 3         | 0         | 32    | 8     |
| 2009-2010             | Tours FC              | 2                     | 3           | 0           | -               | -               | -                 | -                 | Tunisie   | 1         | 0         | 4     | 0     |
| 2010-2011             | Tours FC              | 2                     | 2           | 0           | -               | -               | 1                 | 0                 | -         | -         | -         | 3     | 0     |
| 2011-2012             | Tours FC              | 2                     | 24          | 5           | 4               | 0               | -                 | -                 | -         | -         | -         | 28    | 5     |
| 2012-2013             | Tours FC              | 2                     | 26          | 1           | 1               | 1               | 2                 | 0                 | -         | -         | -         | 29    | 2     |
| 2013-2014             | Tours FC              | 2                     | 4           | 0           | -               | -               | -                 | -                 | -         | -         | -         | 4     | 0     |
| 2014-2015             | AS Gabès              | 1                     | -           | -           | -               | -               | -                 | -                 | -         | -         | -         | 0     | 0     |
| 2015-2016             | ES Zarzis             | 1                     | -           | -           | -               | -               | -                 | -                 | -         | -         | -         | 0     | 0     |
| Total sur la carrière | Total sur la carrière | Total sur la carrière | 185         | 38          | 5               | 1               | 3                 | 0                 | Tunisie   | 5         | 0         | 198   | 39    |